# Símil de la línea
El símil de la línea o analogía de la línea fue propuesto por Platón en el libro VI de la República (509d–511e). En este, se aborda la cuestión de los grados de ser (ontología) de la Teoría de las Ideas y su relación con los modos de conocimiento (epistemología) en la filosofía platónica. Existen diferentes formas o grados de ser según la pertenencia del objeto de conocimiento en cuestión al Mundo Sensible (Kosmos Aistethós) o al Mundo Inteligible (Kosmos Noetós), teniendo las entidades del Mundo Inteligible, las Ideas (εἶδος, eidos), un grado de ser mayor y más perfecto que los objetos del Mundo Sensible, con propiedades como la inmutabilidad y la eternidad. En el plano epistemológico, Platón habla de un ascenso en el conocimiento desde la dóxa (que contiene a la imaginación (eikasía) y la creencia (pistis)) hasta la episteme (que contiene a la diánoia o pensamiento discursivo (proceso deductivo descendente) y la nóesis o intuición intelectual (proceso intuitivo-abstractivo ascendente que permite la intelección y aprehensión directa de las Ideas)). Según Platón, el filósofo se serviría en este proceso del dominio tanto de la diánoia como de la nóesis para alcanzar el verdadero conocimiento (episteme), si bien afirma que la nóesis juega un papel superior en la obtención del conocimiento más elevado y, en última instancia, del conocimiento de la Idea Suprema, que en la República identifica con el Bien, aunque en el Banquete la identificaría con la Belleza. Algunos han propuesto en este punto que Platón en realidad está entendiendo que lo bueno es lo bello y lo bello es lo bueno. En cualquier caso, según Platón, es el conocimiento de la Idea Suprema el que constituiría el conocimiento más elevado y completo que se puede alcanzar, y que permitiría al filósofo vislumbrar todas las relaciones entre cada ente. Además, Platón enfatiza la dialéctica como una herramienta clave en el proceso filosófico de elevación al conocimiento y de comprensión de las Ideas. (Ver Juego de lenguaje).

## Fragmento
- Toma, pues, una línea que esté cortada en dos segmentos desiguales y vuelve a cortar cada uno de los segmentos, el del género visible y el del inteligible, siguiendo la misma proporción. Entonces tendrás, clasificados según la mayor claridad u oscuridad de cada uno: en el mundo visible, un primer segmento, el de las imágenes. Llamo imágenes ante todo a las sombras y, en segundo lugar, a las figuras que se forman en el agua y en todo lo que es compacto, pulido y brillante y a otras cosas semejantes, si es que me entiendes.

- Sí que te entiendo.
- En el segundo pon aquello de lo cual esto es imagen: los animales que nos rodean, todas las plantas y el género entero de las cosas fabricadas
- ¿Accederías acaso -dije yo- a reconocer que
lo visible se divide, en proporción a la verdad o
a la carencia de ella, de modo que la imagen se
halle, con respecto a aquello que imita, en la
misma relación en que lo opinado con respecto
a lo conocido?
- Desde luego que accedo -dijo.
- Considera, pues, ahora de qué modo hay
que dividir el segmento de lo inteligible.
- ¿Cómo?
- De modo que el alma se vea obligada a buscar la una de las partes sirviéndose, como de
imágenes, de aquellas cosas que antes eran imitadas, partiendo de hipótesis y encaminándose
así, no hacia el principio, sino hacia la conclusión; y la segunda, partiendo también de una
hipótesis, pero para llegar a un principio no
hipotético y llevando a cabo su investigación
con la sola ayuda de las ideas tomadas en sí
mismas y sin valerse de las imágenes a que en
la búsqueda de aquello recurría.
- No he comprendido de modo suficiente -
dijo- eso de que hablas.
- Pues lo diré otra vez -contesté-. Y lo entenderás mejor después del siguiente preámbulo.
Creo que sabes que quienes se ocupan de geometría, aritmética y otros estudios similares
dan por supuestos los números impares y pares, las figuras, tres clases de ángulos y otras
cosas emparentadas con éstas y distintas en
cada caso; las adoptan como hipótesis, procediendo igual que si las conocieran, y no se creen ya en el deber de dar ninguna explicación ni
a sí mismos ni a los demás con respecto a lo que
consideran como evidente para todos, y de ahí
es de donde parten las sucesivas y consecuentes deducciones que les llevan finalmente a
aquello cuya investigación se proponían.
- Sé perfectamente todo eso -dijo.
- ¿Y no sabes también que se sirven de figuras visibles acerca de las cuales discurren, pero no pensando en ellas mismas, sino en aquello a que ellas se parecen, discurriendo, por ejemplo, acerca del cuadrado en sí y de su diagonal, pero no acerca del que ellos dibujan, e igualmente en los demás casos; y que así, las cosas modeladas y trazadas por ellos, de que son imágenes las sombras y reflejos producidos en el agua, las emplean, de modo que sean a su vez imágenes, en su deseo de ver aquellas cosas en sí que no pueden ser vistas de otra manera sino por medio del pensamiento?
- Tienes razón -dijo.
- Y así, de esta clase de objetos decía yo
que era inteligible, pero que en su investigación
se ve el alma obligada a servirse de hipótesis y,
como no puede remontarse por encima de
éstas, no se encamina al principio, sino que usa
como imágenes aquellos mismos objetos, imitados a su vez por los de abajo, que, por comparación con éstos, son también ellos estimados
y honrados como cosas palpables.
- Ya comprendo -dijo-; te refieres a lo que se
hace en geometría y en las ciencias afines a ella.
- Pues bien, aprende ahora que sitúo en el segundo segmento de la región inteligible aquello
a que alcanza por sí misma la razón valiéndose
del poder dialéctico y considerando las hipótesis no como principios, sino como verdaderas
hipótesis, es decir, peldaños y trampolines que
la eleven hasta lo no hipotético, hasta el principio de todo; y una vez haya llegado a éste, irá
pasando de una a otra de las deducciones que
de él dependen hasta que de ese modo descienda a la conclusión sin recurrir en absoluto a
nada sensible, antes bien, usando solamente de
las ideas tomadas en sí mismas, pasando de
una a otra y terminando en las ideas.
- Ya me doy cuenta -dijo-, aunque no perfectamente, pues me parece muy grande la empresa a que te refieres, de que lo que intentas es dejar sentado que es más clara la visión del ser
y de lo inteligible que proporciona la cienciadialéctica que la que proporcionan las llamadas artes, a las cuales sirven de principios las hipótesis; pues, aunque quienes las estudian se ven obligados a contemplar los objetos por medio del pensamiento y no de los sentidos, sin embargo, como no investigan remontándose al principio, sino partiendo de hipótesis, por eso te parece a ti que no adquieren conocimiento de
esos objetos que son, empero, inteligibles cuando están en relación con un principio. Y creo
también que a la operación de los geómetras y
demás la llamas pensamiento, pero no conocimiento, porque el pensamiento es algo que está entre la simple creencia y el conocimiento.
- Lo has entendido -dije- con toda perfección.
Ahora aplícame a los cuatro segmentos estas
cuatro operaciones que realiza el alma: la inteligencia, al más elevado; el pensamiento, al segundo; al tercero dale la creencia y al último la
imaginación; y ponlos en orden, considerando
que cada uno de ellos participa tanto más de la
claridad cuanto más participen de la verdad los
objetos a que se aplica.

- Ya lo comprendo -dijo-; estoy de acuerdo y los ordeno como dices
República, VI, 509d–511e

## Explicación
Según Platón, hay tantas categorías de conocimientos como clases de entes. El paradigma platónico de la línea divide al mundo en dos partes: el mundo inteligible (que correspondería a la episteme o ciencia), y el mundo sensible (que correspondería a la doxa u opinión), en las cuales se encuentran como modos de conocimientos adosados a estas esferas del intelecto. A la vez produce una división en cada una de estas esferas. Los entes del mundo sensible están divididos en dos tipos: las imágenes y los objetos representados por esas imágenes, es decir las cosas mismas. A cada subdivisión le asigna como facultades de conocimiento la imaginación o eikasía, y la creencia o pistis. Es decir, la doxa abarca a la imaginación y a la creencia. Es en esta parte del mundo de las ideas donde Platón coloca a los objetos sensibles: los que necesitan representación material, a las cuales se llega mediante superposiciones. En la segunda parte sitúa a los objetos inteligibles, correspondientes al modo de conocimiento de la episteme, conocimiento cierto o verdadero que se integra entre el pensamiento discursivo y la actividad dialéctica, que finalmente es lo que permite ascender en última instancia hasta el conocimiento sobre la Idea Suprema, la cual propicia llegar a entender las relaciones entre todas las entidades, tanto sensibles como inteligibles. Son ideas que no necesitan de representación directa y principios a los que se llega mediante la ciencia dialéctica. Dicho de otra forma, que sólo recurren a las propias Ideas. A la parte primera le fija como medio cognoscitivo la diánoia. Al segundo, la nóesis o intelección directa.
Tal como Platón lo concibe, el entendimiento es la parte del conocimiento que necesita remitirse a principios hipotéticos, los cuales sirven de base para el razonamiento. Pone como ejemplo las entidades matemáticas y de las ciencias, que se conocen mediante el entendimiento discursivo. Por el contrario, la inteligencia se sirve solamente de la dialéctica, la cual, si bien utiliza hipótesis, lo hace a modo de peldaños, con el fin de llegar a los verdaderos principios sin valerse de entes sensibles, sino de las ideas consideradas en sí mismas. Son estas las ideas morales y metafísicas que se conocen de modo dialéctico mediante la intelección